# Birgit Hansson
Birgit Valborg Kristina Hansson, född 27 december 1946 i Östmarks församling, Värmlands län, är en svensk psykolog, fackföreningsledare, vänsterpartistisk politiker och tidigare rektor för Polishögskolan.
Hansson genomgick psykologutbildning vid Uppsala universitet 1976, blev legitimerad psykolog 1978 och arbetade därefter 17 år som psykolog på Socialmedicinska kliniken i Linköping, följt av 14 år som ordförande för Sveriges Psykologförbund från 1987 till 2001. Under riksdagsåret 1985/1986 trädde Hansson in som tjänstgörande riksdagsersättare för Vänsterpartiet kommunisterna i Sveriges riksdag för valkretsen Östergötlands län. Hon blev 1987 ledamot av Vänsterpartiet kommunisternas partistyrelse som då bestod av trettiofyra personer. Hansson var generalsekreterare för EFPPA (European Federation of Professional Psychologists Association) 1990-1997, styrelseledamot av ALF 1990-1995, av FRN 1991-1997, av FHS från 2002 samt 1:e vice ordförande för SACO 1993-2001
Från 2001 till 2007 var Hansson rektor för Polishögskolan. Vid hennes tillträdde på posten väckte hennes bakgrund som aktiv vänsterpartist utan polisiär erfarenhet viss uppmärksamhet, men hon var själv noga med att betona att hon inte såg något motsatsförhållande mellan polisverksamhet och vänsteråsikter. Hon efterträddes som rektor av Ebba Sverne Arvill.
1998 utsågs Hansson till hedersdoktor vid Stockholms universitet.
Birgit Hansson är dotter till gränsupplysningsman Lorenz Hansson och Vera, född Olsson. 